# Yousef Majidzadeh
Yousef Majidzadeh (en Idioma persa|persa: یوسف مجیدزاده, nacido el 24 de febrero de 1938 en Tabriz, Irán) es un arqueólogo iraní y director de las excavaciones en Ozbaki, Qabristan y Jiroft y conocido, sobre todo, por sus aportaciones al estudio de la postulada cultura de Jiroft.

## Biografía
Completó su educación primaria y secundaria en su ciudad natal y estudió arqueología en la Universidad de Teherán. Después de licenciarse en 1964, marchó a Chicago, Illinois en 1967 con una beca para estudiantes, y allí se doctoró con una tesis sobre "Arqueología e Historia Prehistórica y Civilización de Mesopotamia". Regresó a Irán y enseñó como profesor asistente en el Departamento de Arqueología e Historia del Arte de la Universidad de Teherán, y en 1977 fue nombrado profesor asociado. Después de la revolución iraní de 1979, fue durante tres años director del grupo de "Arqueología e Historia del Arte" y miembro del Consejo Electoral y de Promoción de la Facultad de Letras de la Universidad de Teherán. Majidzadeh se jubiló en 1988 y se fue a vivir a París. Ha sido miembro del Consejo Científico de la "Revista de Arqueología e Historia" del Centro Editorial Universitario desde 1987.
Regresó a Irán a principios de la década de 2001 por invitación de funcionarios de varias organizaciones, incluida la Organización del Patrimonio Cultural iraní, para dirigir una excavación muy compleja en la antigua región de la civilización de Jiroft. 
En 2007, Majidzadeh presentó un seminario en Kerman titulado Jiroft, la cuna de la civilización oriental. Durante la conferencia, señaló que la historia de la civilización en Jiroft se remontaba al 2700 a. C. y que esta civilización del tercer milenio era el eslabón perdido de la cadena de civilizaciones que los arqueólogos habían buscado durante mucho tiempo. También señaló que pensaba que la cultura de Jiroft era de igual importancia que la mesopotámica, con la única diferencia de que la civilización mesopotámica había tenido una continuidad cultural, mientras que la civilización de Jiroft había sufrido altibajos por razones naturales. Así, surgió en un cierto período y fue enterrado en un momento posterior.
Una vez retirado de la Universidad de Teherán después de la revolución iraní, se fue a Francia, donde actualmente sigue viviendo.